# Point Baker
Point Baker est une localité d'Alaska (CDP) aux États-Unis dans la région de recensement de Prince of Wales - Outer Ketchikan dont la population était de 14 habitants en 2011.

## Géographie

### Situation
Point Baker est située à l'extrémité nord de l'île du Prince-de-Galles, à 229 km de Juneau et à 80 km à l'ouest de Wrangell.

### Démographie
| 1940 | 1950 | 1980 | 1990 | 2000 | 2010 |
| ---- | ---- | ---- | ---- | ---- | ---- |
| 29   | 81   | 90   | 39   | 35   | 15   |

### Climat
Les températures vont de 0 °C à 6 °C en janvier et de 9 °C à 17 °C en juillet.
| Mois                                  | jan.     | fév.     | mars     | avril   | mai     | juin    | jui.    | août    | sep.    | oct.    | nov.     | déc.     | année            |
| ------------------------------------- | -------- | -------- | -------- | ------- | ------- | ------- | ------- | ------- | ------- | ------- | -------- | -------- | ---------------- |
| Température minimale moyenne (°C)     | −0,7     | −0,4     | 0        | 2,4     | 5,3     | 7,9     | 9,6     | 9,5     | 7,6     | 4,4     | 1,4      | −0,2     | 3,9              |
| Température moyenne (°C)              | 1,4      | 1,7      | 2,5      | 5,3     | 8,4     | 11      | 12,4    | 12,7    | 10,4    | 6,9     | 3,6      | 1,8      | 6,5              |
| Température maximale moyenne (°C)     | 3,5      | 3,9      | 5,1      | 8,3     | 11,6    | 14,1    | 15,3    | 16      | 13,2    | 9,4     | 5,6      | 3,8      | 9,2              |
| Record de froid (°C) date du record   | −13 2012 | −12 2019 | −13 2006 | −4 2007 | −1 2007 | 3 2012  | 5 2012  | 4 2020  | 2 2019  | −4 2012 | −10 2006 | −11 2007 | −13 2006 et 2012 |
| Record de chaleur (°C) date du record | 17 2018  | 12 2017  | 14 2019  | 21 2005 | 22 2010 | 28 2004 | 26 2018 | 27 2005 | 21 2019 | 16 2015 | 15 2010  | 11 2017  | 28 2004          |
| Précipitations (mm)                   | 212,3    | 133,1    | 128,5    | 121,7   | 121,7   | 73,9    | 127,5   | 167,6   | 272,5   | 280,9   | 237      | 213,1    | 2 089,8          |
| dont neige (cm)                       | 21,1     | 12,4     | 27,2     | 2,5     | 0       | 0       | 0       | 0       | 0       | 0       | 15,2     | 10,7     | 89,1             |
| Nombre de jours avec précipitations   | 21,7     | 15,1     | 20,8     | 18,5    | 16,7    | 14,4    | 16,4    | 17,6    | 19,6    | 23,3    | 23,7     | 22       | 229,8            |
| Nombre de jours avec neige            | 3,9      | 2        | 3,9      | 0,4     | 0       | 0       | 0       | 0       | 0       | 0       | 2        | 2,1      | 14,3             |

## Histoire et économie locale
Son nom lui a été donné en 1793 par le capitaine George Vancouver, d'après le nom de son second lieutenant sur le HMS Discovery. C'était un lieu de pêche entre 1919 et 1930, jusqu'à l'installation de la première communauté. Le premier magasin a ouvert en 1941 et la poste l'année suivante. En 1955, Point Baker a été retiré Forêt nationale de Tongass. Un dock flottant a été construit par l'état de l'Alaska en 1961 et agrandi en 1968. C'est actuellement une petite communauté de pêcheurs, où il n'y a pas d'école. Les élèves étudiant par correspondance.
Accessible par hydravion, hélicoptère depuis Ketchikan, ou bateau, la localité ne possède pas de route la reliant à d'autres lieux de l'île. Ses habitants, en plus de la pêche, pratiquent une économie de subsistance.